# Lenticel·la

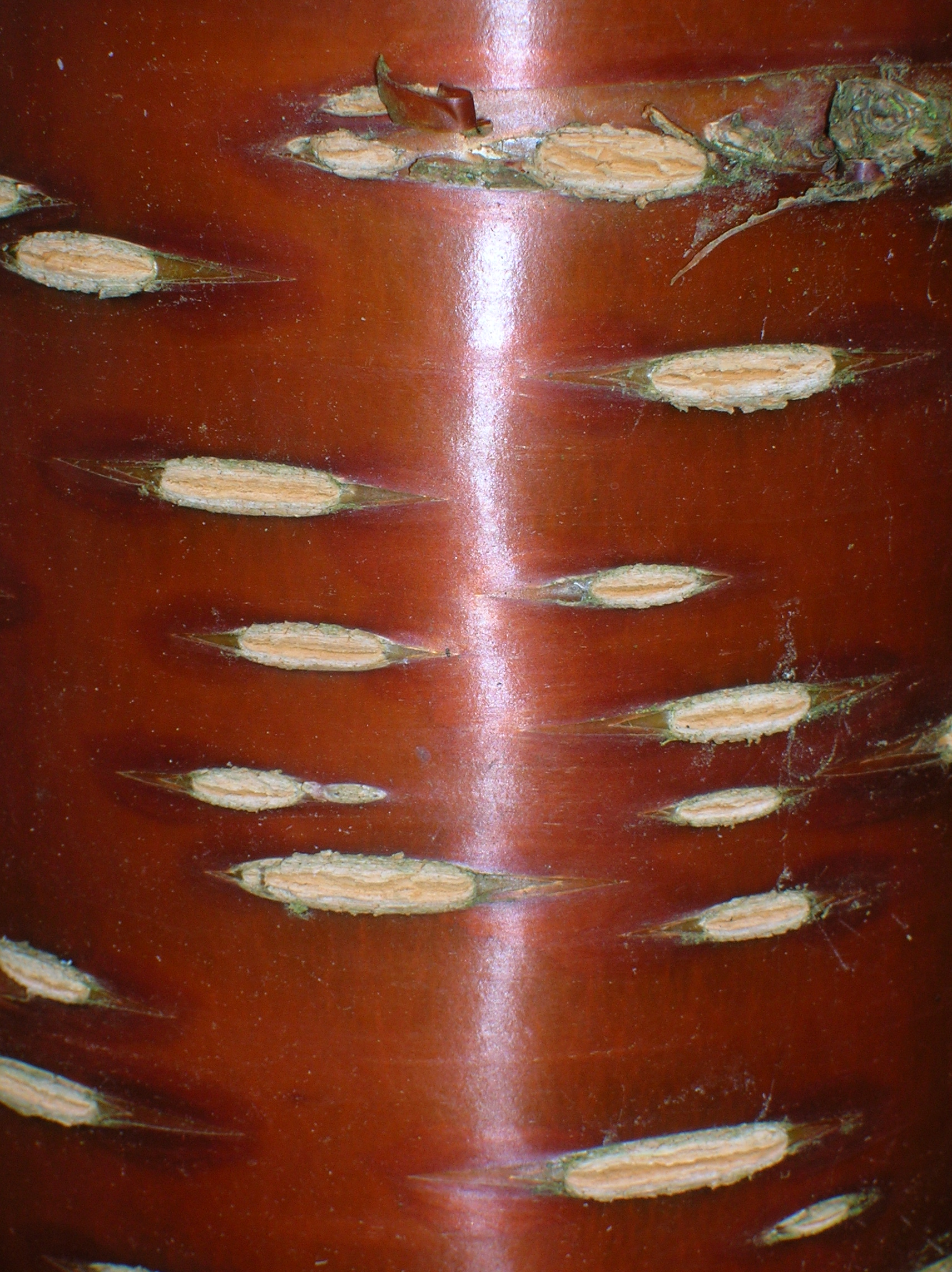
Lenticel·la en Prunus serrula

Una lenticel·la (del llatí lens, lentis, «lent») és una protuberància de l'escorça de les plantes llenyoses constituïda per un teixit suberós lax que actua a manera de porus entre teixits. També se'n troben ocasionalment en la superfície d'algunes fruites. Les lenticel·les poden ser rodones, ovalades, allargades o en forma de solc o estria.

## Funció
Les lenticel·les permeten l'intercanvi de gasos entre l'atmosfera i els teixits interns de les plantes. També serveixen per absorbir gasos com el CO₂.
Sovint s'utilitzen en les claus d'identificació per distingir espècies d'arbres. Per exemple, el cirerer i la pomera són molt semblants quan estan en flor, però són fàcilment diferenciables per les lenticel·les.

## Formació

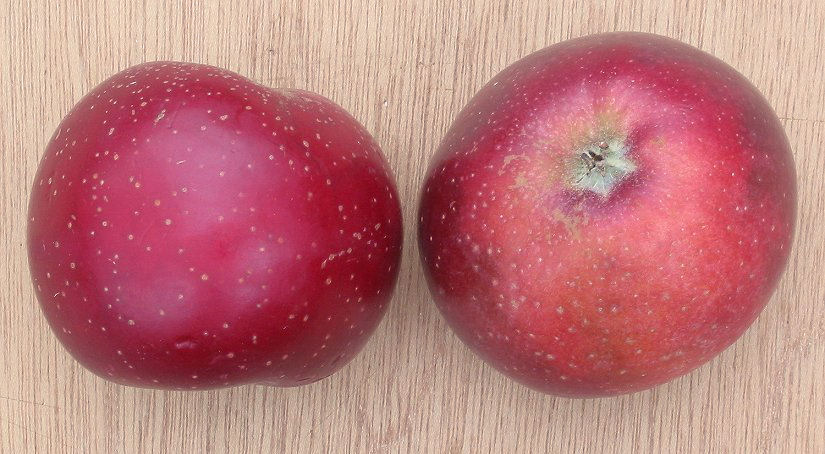
Lenticel·les en pomes.

Les lenticel·les es formen durant el desenvolupament de l'escorça, que s'esquerda en els llocs on apareix una lenticel·la després de la formació del fel·logen.
En les branques i fulles apareixen com a estomes, que representen un tipus de lenticel·la millorada, atès que els estomes es poden obrir i tancar, cosa que no és possible en el cas de les lenticel·les, que sempre són obertes.

## Fruits
Les lenticel·les també estan presents en moltes fruites, com la poma o la pera, i es poden utilitzar com a indicador de la maduresa de la fruita. A través de les lenticel·les, alguns bacteris o fongs poden entrar a la fruita.